# 欧拉力
在经典力学，欧拉加速度（以莱昂哈德·欧拉的名字命名）是在非均匀旋转的参照系中分析运动时出现的加速度。本文仅限于旋转轴固定的参考系。
欧拉力是一个物体受的假想力，与欧拉加速度有着F  = m a 的关系，其中a 是欧拉加速度、m是物体的质量。 

## 欧拉加速度
下式给出了欧拉加速度的方向和大小：
{\displaystyle {\boldsymbol {a}}_{\mathrm {Euler} }=-{\frac {d{\boldsymbol {\omega }}}{dt}}\times \mathbf {r} }
其中：
ω 是旋转参照系的角速度;
r 是加速度所处的点相对旋转轴的向量

## 欧拉力
由欧拉加速度得出欧拉力是：
{\displaystyle {\boldsymbol {F}}_{\mathrm {Euler} }=m{\boldsymbol {a}}_{\mathrm {Euler} }=-m{\frac {d{\boldsymbol {\omega }}}{dt}}\times \mathbf {r} \ }，
其中：
m是受假想力的物体的质量。